# The Mysterious Stranger (filme)
The Mysterious Stranger é um filme de comédia mudo produzido nos Estados Unidos em 1921, dirigido por Jess Robbins e com atuação de Oliver Hardy.